# Musée de la Société historique de Saint George's
Le musée de la Société historique de Saint George's est un musée situé à Saint George's, dans les Bermudes.

## Historique et description
Le musée est situé à l'intérieur de la maison Mitchell, qui a été construite dans les années 1730 et n'a pas changé depuis. Elle est dotée d'un mobilier d'époque et d'une cuisine reconstituée de l'époque coloniale. La maison contient des objets et des documents de l’histoire des Bermudes, notamment une presse à imprimer de style Gutenberg, utilisée lors des démonstrations d’imprimerie les mercredis de 10 à 14 heures.